# オール・オーバー・ザ・ガイ
『オール・オーバー・ザ・ガイ』（ 英： All Over the Guy ）は、2001年に製作されたアメリカの映画。
日本では、2002年（第11回）東京国際レズビアン&ゲイ映画祭(8月2日・3日)にて上映された。アラン・ブロッカ監督のリック&スティーブが併映された。

## キャスト
- イーライ：ダン・ブカティンスキー
- トム：リチャード・ラッコロ
- ジャッキー：サーシャ・アレクサンダー
- ブレット：アダム・ゴールドバーグ
- マリー：リサ・クドロー
- レイナ：クリスティーナ・リッチ